# Arbeitsgemeinschaft für Friedens- und Konfliktforschung
Die Arbeitsgemeinschaft für Friedens- und Konfliktforschung ist eine wissenschaftliche Vereinigung von Forschern verschiedener Fachdisziplinen aus dem deutschsprachigen Raum. Die AFK fördert wissenschaftliche Arbeiten, die zu einem Verständnis der Ursachen von Frieden und Krieg beitragen und Grundlage für eine am Frieden orientierte politische Praxis sein sollen. Sie wurde 1968 in Bonn gegründet und fungiert als Vernetzungsinstitution für derzeit über 270 individuelle und institutionelle Mitglieder aus Deutschland, Österreich und der Schweiz.
Die AFK wird durch den Vorstand vertreten, der von der alle zwei Jahre stattfindenden Mitgliederversammlung gewählt wird. Die AFK-Geschäftsstelle ist seit 2016 an der Fakultät Gesellschaft und Ökonomie der Hochschule Rhein-Waal in Kleve angesiedelt.

## Aktivitäten
1968 wurde die AFK von Friedens- und Konfliktforschern aus verschiedenen akademischen Disziplinen gegründet.
Zentral für die Arbeit der AFK ist das jährlich im Frühjahr stattfindende wissenschaftliche Kolloquium. Diese Jahrestagung steht jeweils unter einem inhaltlichen Rahmenthema und dient dem internen wissenschaftlichen Austausch sowie der Vermittlung der Friedens- und Konfliktforschung in die Öffentlichkeit.
Seit 2012 erscheint halbjährlich die von der AFK herausgegebene „Zeitschrift für Friedens- und Konfliktforschung“ (ZeFKo), ein peer-reviewed journal, dessen Abonnement in einer AFK-Mitgliedschaft enthalten ist. Die ZeFKo löst die Publikationsreihe der „AFK-Friedensschriften“ ab, in der seit 1971 ausgewählte Beiträge der Jahreskolloquien als Sammelband erschienen.

## Arbeitskreise
In Arbeitskreisen arbeiten Wissenschaftler innerhalb der AFK zu verschiedenen Themenfeldern. Derzeit bestehen die Arbeitskreise AK Theorie, AK Friedenspädagogik, AK Wissenschaft und Praxis, AK Curriculum, AK Kultur und Religion und AK Umwelt, Ressourcen, Konflikte (sowie der AK Historische Friedensforschung als eigenständiger Verein). Eine besondere Netzwerkfunktion für die jeweiligen Zielgruppen nehmen der Arbeitskreis junger Wissenschaftlerinnen und das Netzwerk Friedensforscherinnen wahr.

## Nachwuchsförderung
Mit ihrem Nachwuchsförderpreis zeichnet die AFK seit 1993 junge Wissenschaftlerinnen oder Initiativen aus, die einen herausragenden Beitrag zur Friedens- und Konfliktforschung geleistet haben. 1997 wurde der Preis nach der verstorbenen Rechtsextremismusforscherin Christiane Rajewsky benannt, die zu den Gründungsmitgliedern der AFK gehörte und sich an der FH Düsseldorf insbesondere für die Förderung junger Wissenschaftler engagierte. Die Familie der Namensgeberin unterstützt die Preisvergabe mit einer Stiftung.
Der Arbeitskreis junger WissenschaftlerInnen der AFK fungiert als Netzwerk für junge Forscher und realisiert regelmäßig Tagungen und Workshops. Auf der AFK-Homepage findet sich zudem eine vom AK Curriculum erstellte Übersicht über die derzeitigen Masterstudiengänge im Bereich der Friedens- und Konfliktforschung im deutschsprachigen Raum.

## Kooperationen
Die AFK ist Mitherausgeberin der Vierteljahresschrift „Wissenschaft und Frieden“. Sie ist außerdem korporatives Mitglied der Plattform Zivile Konfliktbearbeitung.